# 稚内市役所

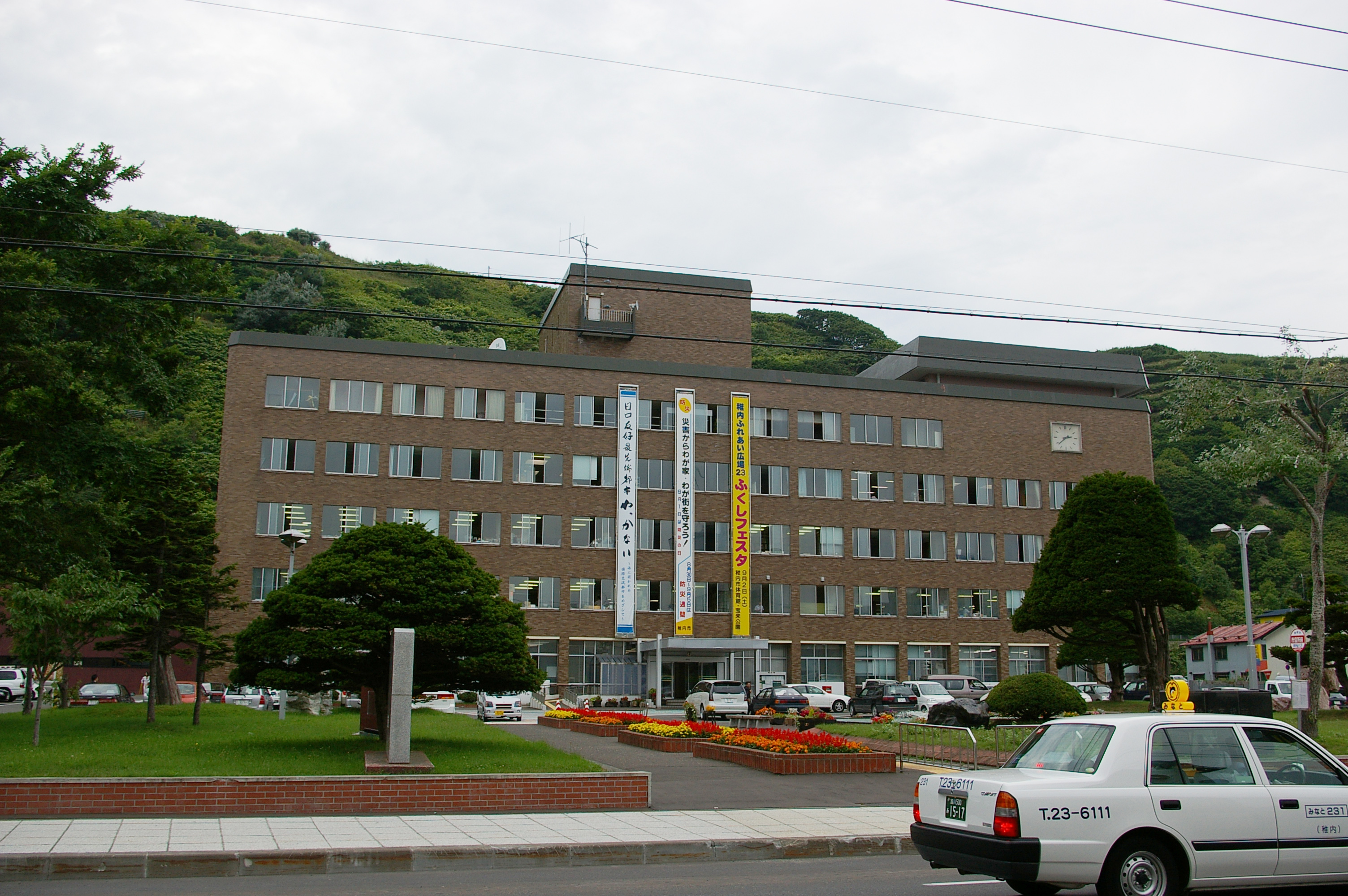
稚内市役所

稚内市役所（わっかないしやくしょ）は、日本の地方公共団体である稚内市の組織が入る施設（役所）である。日本の施政権下に有る市役所・町村役場としては最北端の役所である。

## 所在地
- 郵便番号：097-8686
- 北海道稚内市中央3丁目13番15号 
JR稚内駅より徒歩6分。

### 支所
- 宗谷支所
稚内市大字宗谷村字宗谷161
- 沼川支所
稚内市大字声問村字沼川7755

## 本庁舎
概要
- 1967年（昭和42年）8月31日完成
- 構造：鉄筋コンクリート
- 地上7階、塔屋1階
- 敷地面積：7,134m2
- 床面積
  - 1階：1,287.911m2、2階：1,310.640m2
  - 3階：1,310.640m2、4階：1,310.640m2
  - 5階：1,310.640m2、6階：233.833m2
  - 7階：169.380m2、塔屋1階：4.653m2
  - 床面積の合計：6,938.337m2
  - 建築面積：1,352.161m2

- 庁舎前庭及び横側：1,380.300m2（駐車可能台数39台）
- 庁舎裏側：1,559.690m2（駐車可能台数44台）
- 文化センター：2,038.300m2（駐車可能台数60台、バス1台）

庁舎
| 階 | 概 要 |
| -- | --- |
| 5F | 正庁、女子静養室、食事室、売店、和室、理髪室、控室、議場ロビー、議場、空調機械室、書庫 |
| 4F | 総務部（IT推進課）、議会事務局（庶務課）、マシン室、第一委員会室、記者クラブ、保健室、正・副議長室、議長応接室、図書室議会                                                                                     |
| 3F | 総務部（総務課、秘書人事課、地域振興課、財政契約課、用地管財課）、教育部（教育総務課、学校教育課、社会教育課）、政策経営室、情報公開室、第一会議室、教育研究室、教育長室、市長会議室、市長室、秘書係、副市長室 |
| 2F | 建設産業部（都市整備課、土木課、都市再生対策課、水産商工観光課、農政課、港湾課、サハリン課）、農業委員会事務局、総務部（課税課、収納課）、水道部（庶務課、給水課、下水道課）、監査事務局、書庫、相談室         |
| 1F | 生活福祉部（総合窓口課、市民生活課、衛生課社会福祉課）、介護高齢課教育部（こども課）、選挙管理委員会、会計課、ATMコーナー（稚内信用金庫、北海道ろうきん）、受付、市民相談室、当直室、機械室                    |